# Bitefight
Bitefight är ett datorrollspel som spelas på en webbplats. Spelare kan antingen ha rollen som varulv eller som vampyr. Möjlighet finns att spela gratis; det går även att betala för ett så kallat Shadow-Lord konto och så kallade hellstones, som innebär vissa förmåner. Man kan antingen jaga människor, demoner eller andra spelare. Vampyrer kan bara attackera varulv-spelare och varulvar kan bara attackera vampyr-spelare.
Det finns elva servrar på BiteFight.se.